# Alf Olsen (voetballer)
Alf Olsen (Kopenhagen, 3 september 1893 - Aldaar, 18 augustus 1976) was een Deens voetballer die bij voorkeur speelde als aanvaller. 

## Carrière
Olsen is geboren in Kopenhagen waar hij is begonnen te voetballen bij Boldklubben. Olsen maakte zijn debuut in Denemarken voetbaleftal in 1912. Hij heeft 19 wedstrijden gespeeld en 8 doelpunten gescoord voor zijn nationale ploeg. Hij zat in de selectie die deed mee aan het voetbaltoernooi op de Olympische Zomerspelen 1920.  Olsen beeindigt zijn voetbalcarrière in 1926.
Olsen overleed op 18 augustus 1976 in Frederiksbergziekenhuis. 